# Кембриджский кружок (Кейнс)
Кембриджский кружок или кружок Кейнса (англ. Cambridge Circus, Keynes's Circus) — группа молодых экономистов Кембриджского университета, тесно связанных с Джоном Мейнардом Кейнсом. В состав группы входили Ричард Кан, Джеймс Мид, Джоан Робинсон, Остин Робинсон и Пьеро Сраффа. Кружок образовался сразу же после публикации 31 октября 1930 года «Трактата о деньгах» Кейнса. На своих встречах группа читала и обсуждала Трактат и текущие идеи Кейнса, которые он выдвигал в развитие Трактата, давая ему обратную связь о его продолжающейся теоретической работе, которая в конечном счёте привела к его «Общей теории занятости, процента и денег». Группа собралась по инициативе Сраффы в квартире Кана в Гиббсовском корпусе Королевского колледжа. Кроме того, участники кружка встречались на семинаре, в котором участвовали также несколько студентов, в 1930—1931 учебном году. Семинар проходил в Старом общем зале Тринити-колледжа.
Кан выступал в качестве представителя группы и еженедельно встречался с Кейнсом, чтобы обсудить идеи кружка. Впоследствии Кан называл проблемы «вдовьего кувшина» (англ. widow’s cruse) и «бочки Данаид» как наиболее существенные вопросы для обсуждений группы. Эти проблемы касались заявления Кейнса в «Трактате» о том, что предприниматель, который потратил свою прибыль на потребительские товары, увеличил бы прибыль для другого предпринимателя на ту же сумму, и что эти прибыли будут бесконечно насыщать экономику, подобно маслу из вдовьего кувшина (3Цар. 17:16). (Обратный случай, когда предприниматели экономят, аналогичен бочке Данаид, которая никогда не заполняется). Кружок оспаривал неявное предположение Кейнса о неизменном объёме предложения потребительских товаров.
Впоследствии широко обсуждалось влияние группы на Общую теорию. Например, Йозеф Шумпетер заявлял, что вклад Кана был почти что на уровне соавторства, но сам Кан отрицал это. С другой стороны, Дон Патинкин утверждал, что большинство основных идей Кейнса, изложенных в Общей теории, были выработаны после распада группы весной 1931 года.
Кружок не вёл записей, но впоследствии было опубликовано несколько воспоминаний участников о его собраниях.